# كوادوه دواه
كوادوه دواه (24 فبراير 1997 بلندن في المملكة المتحدة - ) هو لاعب كرة قدم سويسري في مركز الوسط. لعب مع نادي يانغ بويز.

## روابط خارجية
- كوادوه دواه على موقع الاتحاد الأوربي (الإنجليزية)
- كوادوه دواه على موقع قاعدة بيانات كرة القدم.إي يو (الإنجليزية)
- كوادوه دواه على موقع ناشيونال فوتبول تيمز (الإنجليزية)
- كوادوه دواه على موقع Soccerbase.com (لاعب) (الإنجليزية)
- كوادوه دواه على موقع Soccerway.com (الإنجليزية)
- كوادوه دواه على موقع عالم كرة القدم.نت (الإنجليزية)
- كوادوه دواه على موقع AS.com (الإسبانية)